# Grallenia arenicola
Grallenia arenicola är en fiskart som beskrevs av Koichi Shibukawa och Jirô Iwata 2007. Grallenia arenicola ingår i släktet Grallenia och familjen smörbultsfiskar. Inga underarter finns listade i Catalogue of Life.